# Софтуерно пиратство
Софтуерно пиратство или онлайн пиратство е незаконното използване на софтуер, защитѐн с авторско право, което включва кражба, копиране, разпространение, модифициране или продажба. Най-честа практика е свалянето и разпространението на пиратски копия на музика, филми или софтуер. Законите за защита на авторското право са въведени, за да могат хората, които разработват продуктите на художествена интелектуална собственост (програмисти, писатели, графични художници и др.), да получат подходящо признание и компенсация за работата си. При софтуерното пиратство те не получават компенсация.